# NAT6
NAT6‏ (N(alpha)-acetyltransferase 80, NatH catalytic subunit) هوَ بروتين يُشَفر بواسطة جين NAT6 في الإنسان.